# فلهلم فيين
فلهلم فيين (13 يناير 1864- 30 أغسطس 1928) (بالألمانية: Wilhelm Wien) هو فلهلم كارل فيرنر أوتو فريتز فرانز فيين، فيزيائي ألماني حائز على جائزة نوبل في الفيزياء سنة 1911 عن انجازاته في مجال الإشعاع الحراري للجسم الأسود وصياغته لقانون معروف باسمه وهو قانون فين للإزاحة، عندما استخدم في عام 1893 نظريات عن الحرارة والكهرومغناطيسية للاستدلال على قانون فين للإزاحة، والذي يحسب الانبعاثات من الجسم الأسود عند أي درجة حرارة بالنسبة إلى الانبعاثات عند درجة حرارة مرجعية.
وقد صاغ أيضًا تعبيرًا صحيحًا لإشعاع الجسم الأسود في نطاق فوتون الغاز. واستندت حججه على فكرة التبادل ثابت الحرارة، وكان له دور فعال في صياغة ميكانيكا الكم.

## حياته
ولد فييين في مدينة فيشهاوسن من مقاطعة بروسيا (بريمورك الروسية حاليًا) عام 1864، وهو ابن كارل أحد ملاك الأراضي. انتقل مع عائلته عام 1866 إلى درخستين في راسترنبورغ. بدأ دراسته عام 1879 في مدينة راستنبرغ ثم انتقل ال هايدلبرغ. في عام 1882 التحق بجامعة غوتنغن، وجامعة برلين. وفي سنة 1883، عمل في مختبرات هرمان فون هلمهولتز. وفي سنة 1886، حصل على الدكتوراه عن أبحاثه في مجال انكسار أشعة الضوء على المعادن وتأثير الأسطح المختلفة على ألوان الضوء المنعكس. وفي سنة 1896 درّس في جامعة آخن للتكنولوجيا، وفي سنة 1900، خلف العالم الشهير فيلهلم كونراد رونتغن في جامعة ورزبورغ.
وفي عام 1896 توصل فين الي قانون تجريبي عن توزيع إشعاع الجسم الأسود، سمي في وقت لاحق بقانون فين للإزاحة، وكان ماكس بلانك زميلاً لفيين وكان لا يعتقد في القوانين التجريبية، ولذلك وباستخدام الكهرومغناطيسية والديناميكا الحرارية اقترح الأساس النظري لقانون فيين، والذي أصبح قانون فيين- بلانك. ومع ذلك، كان قانون فيين صالح فقط عند الترددات العالية، ولم يستطع التعامل مع الإشعاع عند ترددات منخفضة. ثم قام العالم بلانك بتصحيح النظرية، واقترح ما يسمى الآن بقانون بلانك، والذي أدي إلى تطوير نظرية الكم. ومع ذلك، فإن صياغة فين للقانون التجريبي (λ max T = ثابت)، والمسمي قانون فين للأزاحة، صحيحة وما زالت مفيدة، حيث أنه يربط بين الطول الموجي المنبعث من الجسم (λ max)، ودرجة حرارة الجسم (T).
وفي عام 1900، في أعقاب أعمال تشارلز جورج فريدريك سيرل افترض أن كتلة المادة برمتها هي من أصل كهرومغناطيسي، واقترح الصيغة (m=(4/3)E/c2) للعلاقة بين الكتلة والطاقة الكهرومغناطيسية. وخلال دراسته لتيارات الغاز المؤين توصل فيين في عام 1898 إلى جسيمات موجبة الشحنة تساوي في كتلتها كتلة ذرة الهيدروجين، بهذا العمل وضع فين الأساس للطيف الكتلي، ثم قام العالم طومسون بتعديل ما توصل اليه فيين وأجريت تجارب أخرى في عام 1913، ثم توصل ارنست رذرفورد في عام 1919 إلي قبول جسيمات فيين وأطلق عليها اسم البروتونات.
توفي فيين في ميونخ في 30 أغسطس سنة 1928م.

## اقرأ أيضا
- قانون فين للإزاحة

## روابط خارجية
- فلهلم فيين على موقع الموسوعة البريطانية (الإنجليزية)
- فلهلم فيين على موقع إن إن دي بي (الإنجليزية)